# Chatang

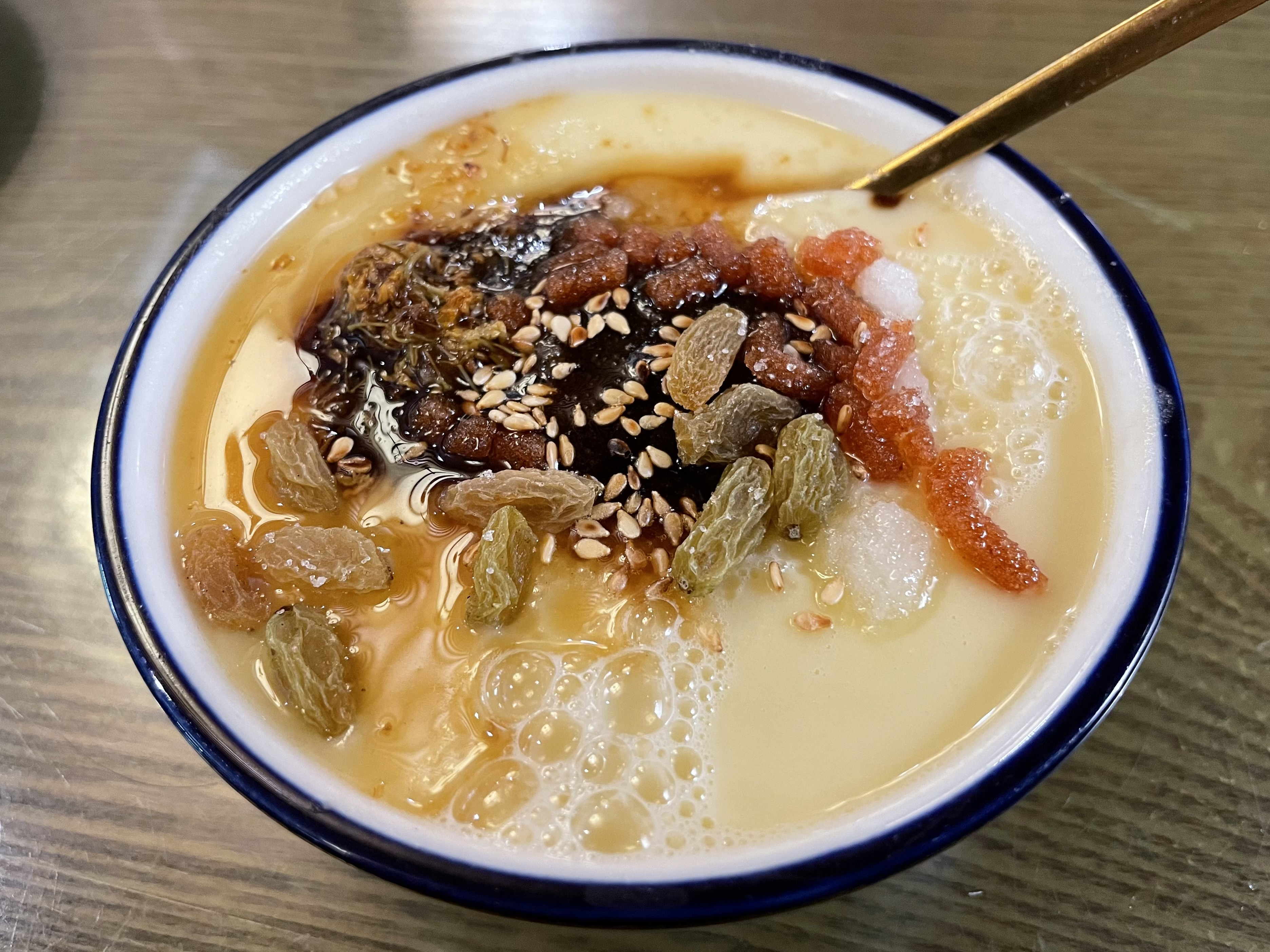
Plato Chatang

El chatang (en chino, 茶汤; pinyin, chátāng; literalmente, ‘sopa de té’) o mush de harina condimentada es un tipo de gachas común a las cocinas de Pekín y Taijin, vendido a menudo como aperitivo en las calles. Se hace con harina de sorgo, mijo común, mijo glutinoso o mezcla. El nombre chino es figurativo, no literal, ya que el plato no contiene té ni sopa.
Se prepara en dos fases. Primero se cocina la harina, a menudo salteándola, y tras esto queda lista para servir. Cuando un cliente pide el plato, se vierte agua caliente en un cuenco contiendo harina para crear una pasta similar a un mush, y se sirve con azúcar blanca o morena y salsa de olivo oloroso (en chino, 桂花酱; pinyin, guìhuā jiàng). Curiosamente, el olivo oloroso no es una planta nativa del norte de China.
Tradicionalmente, la habilidad del vendedor se juzga por diversos factores, siendo uno de ellos las gachas resultantes: el vendedor más hábil es capaz de crear una pasta tan espesa que cuando se inserta un palillo en ella queda vertical, quedando al mismo tiempo fluido. Otros criterios para juzgar la habilidad del vendedor son que no derrame agua fuera del cuenco ni salpique harina, ya que tradicionalmente los ingredientes se ponen en un cuenco al que se vierte agua hirviendo de una tetera especial de cobre con un pitorro largo con forma de dragón llamada 龙嘴大铜壶 (pinyin, lóngzuǐ dàtónghú; literalmente, ‘jarra grande de cobre con boca de dragón’), que exige cierta habilidad para su manejo. Los ingredientes se remueven juntos y el chatang resultante se come con cuchara.

## Tetera
Tradicionalmente es fácil distinguir a los vendedores de chatang por la tetera que emplean. Esta es extremadamente grande, de hasta 120 cm de alto, con un diámetro de más de 30 cm, y a menudo hecha de cobre. Hay dos tipos de tetera: las usadas por los vendedores callejeros, y las presentes en restaurantes y salones de té. Ambas difieren en su estructura interna.
Las teteras usadas por los vendedores callejeros tienen dos capas, con combustible en el centro y agua en el exterior, de forma parecida al samovar. La ventaja de esta estructura es que reduce la necesidad de llevar un hornillo para calentar el agua de la tetera, y mejora la eficiencia del combustible al aprovechar la mayoría del calor, frente a emplear una tetera independiente del hornillo. Además, en el clima ventoso del norte de China, esta estructura evita que la llama sea apagada por el viento, como ocurriría al usar un hornillo independiente.
Aunque las dos variedades de tetera tiene una apariencia externa idéntica, la compleja estructura de las usadas por los vendedores callejeros no está presente en las empleadas en restaurantes y salones de té, por razones obvias.

## Representaciones culturales
Las diferentes formas de servir chatang tienen cierta importancia cultural al distinguir la cocina pekinesa de la de Tianjin, ya que el sabor del plato final es idéntico si se parte de los mismos ingredientes. Tradicionalmente, los estilos difieren claramente al verter el agua de la tetera: en Pekín el vendedor está de pie, con las piernas más abiertas que el ancho de sus hombros, inclinando el tronco hacia el cuenco; en contraste, en Tianjin el vendedor sirve el agua un poco agachado, con el cuerpo recto.
Estos procedimientos son peligrosos, particularmente cuando se hacen sin entrenamiento especializado, por lo que la tetera especial ha quedado obsoleta cuando la tecnología moderna ha posibilitado que el plato se sirve como café. Así, el uso de la tetera perdura solo en ocasiones extremadamente raras, como demostración de herencia cultural.

## Gachas de mijo condimentado
Las gachas de mijo condimentado o mian cha (面茶) es un tipo especial de chatang. Al igual que en caso de éste, el nombre es engañoso, ya que aunque significa literalmente ‘té de fideos’, no contiene ni té ni fideos.
El mian cha es único en dos cosas. Primero, emplea solo harina de mijo común, y no de sorgo u otra semilla. Segundo, en lugar de emplear salsa de olivo oloroso emplea tahina de sésamo, cambiando además el azúcar por una mezcla de granos de pimienta de Sichuan molidos y sal.

## Gachas de harina aceitosa condimentada
Las 'gachas de harina aceitosa condimentada o you cha (油茶) es la versión no vegetariana del chatang. Su nombre también es equívoco, ya que you cha es también el nombre chino de la Camellia oleifera, planta origen del aceite de té. Obviamente, las gachas no contienen esta planta ni producto alguno derivado de ésta: de hecho, si el aceite de té se toma sin cocinar resulta tóxico.
La harina usada para elaborar you cha es la misma que para el chatang, es decir, de sorgo, mijo, mijo glutinoso o mezcla. Se prepara a menudo salteándola (a veces se fríe sin remover) en grasa de ternera, añadiéndose a veces médula de hueso de ternera. Tras esta preparación de la harina el plato se sirve de la misma forma que el chatang y el mian cha.